# آرثر بلاكبيرن
آرثر بلاكبيرن (بالإنجليزية: Arthur Blackburn)‏ (1877 ببلاكبرن في المملكة المتحدة - ) هو لاعب كرة قدم بريطاني (وحمل سابقاً جنسية المملكة المتحدة لبريطانيا العظمى وأيرلندا) في مركز الظهير. لعب مع بلاكبيرن روفرز ونادي ساوثهامبتون وWellingborough Town F.C. ‏.